# Karel P. C. de Bazel

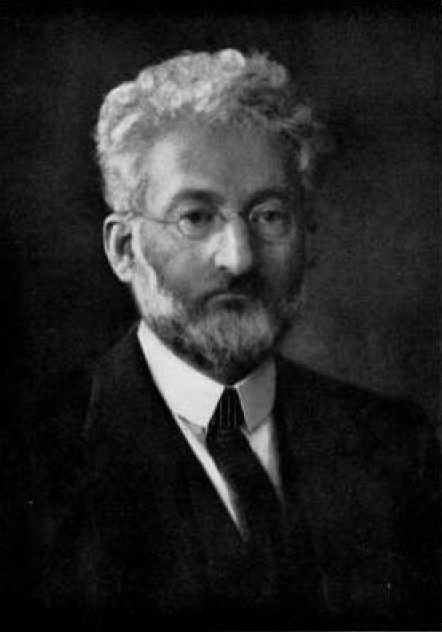
De Bazel, um 1920

Karel Petrus Cornelius de Bazel (* 14. Februar 1869 in Den Helder, Niederlande; † 28. November 1923 in Amsterdam, Niederlande) war ein niederländischer Architekt.
De Bazel entwarf Landhäuser, Bürogebäude und Wohnblocks in Amsterdam, Bussum und Den Haag, darunter die Synagoge in Enschede und das Bürogebäude der Niederländischen Handelsgesellschaft und der heutigen ABN AMRO Bank an der Vijzelstraat in Amsterdam, im Volksmund de Bazel genannt, das als sein wichtigstes Werk angesehen wird. Daneben wurde das ehemalige Wohnhaus Rembrandts, das heute das Museum Het Rembrandthuis beherbergt, unter seiner Leitung renoviert, bis es dann 1911 eröffnet wurde.
De Bazel wurde in seinem Leben und Werk von der Theosophie beeinflusst. Er trat 1894 der Theosophischen Gesellschaft bei und wurde 1895 Mitglied der Theosophischen Gesellschaft Adyar. Er engagierte sich auch für angewandte Bildhauerei (Design) und Glaskunst und war einer der Begründer der Glasfabrik in Leerdam.

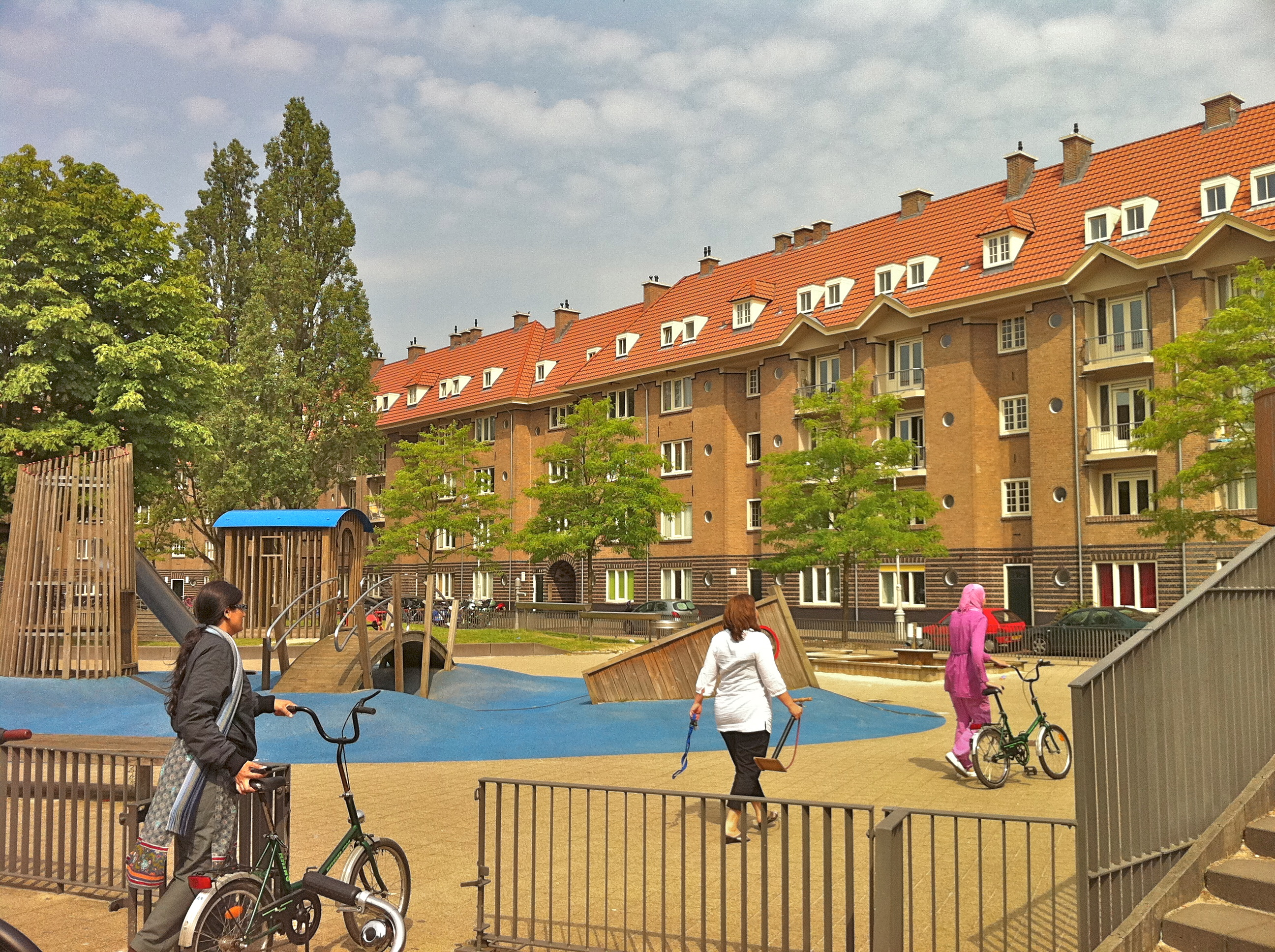
Wohnblock in Amsterdam
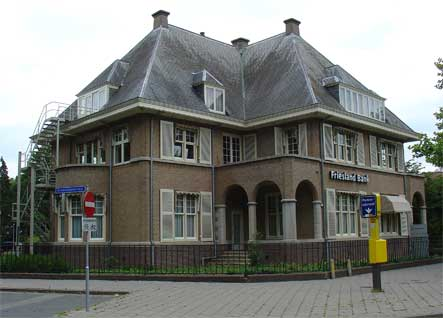
Villa in Eschede
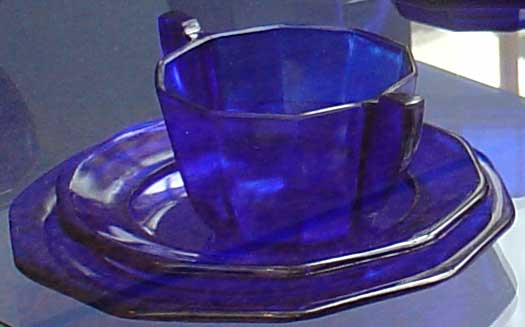
Glas (Entwurf De Bazel)
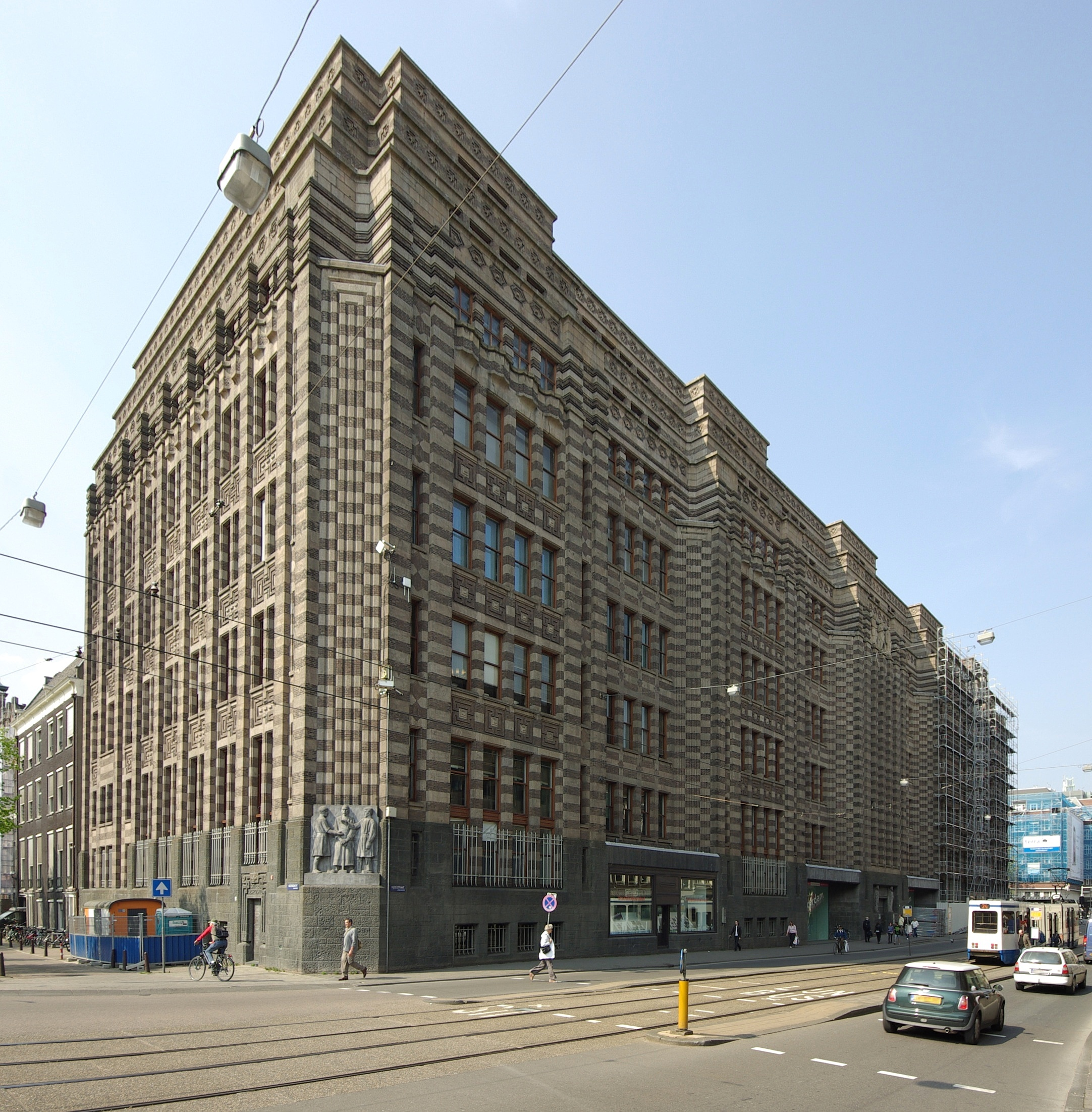
De Bazel Building (Amsterdam)